# Brigitte Doppagne
Brigitte Doppagne (* 13. Juli 1961 in Köln) ist eine deutsche Schriftstellerin.

## Leben
Brigitte Doppagne studierte Germanistik, Japanologie, Ethnologie und Anglistik an den Universitäten in Köln und Paris. Sie schloss dieses Studium 1989 mit dem Magistergrad ab. Nach längeren Aufenthalten in Mexiko, England, Frankreich und Belgien lebt sie seit 1990 als freie Schriftstellerin in Köln.
Doppagne ist Verfasserin von erzählerischen Werken, Reiseberichten, Biografien und Hörspielen. Sie erhielt u. a. 1990 und 1993 ein Stipendium der Barkenhoff-Stiftung, 1992 ein Stipendium der Akademie Schloss Solitude, 1993 das Rolf-Dieter-Brinkmann-Stipendium der Stadt Köln, 1994 einen Förderpreis des Landes Nordrhein-Westfalen für junge Künstlerinnen und Künstler, 1996 den Kulturpreis des Landkreises Cuxhaven sowie 2006 ein Arbeitsstipendium für Schriftsteller von der nordrhein-westfälischen Staatskanzlei.

## Werke
- Clara, Hamburg 1993
- Ottilie Reylaender, Worpswede 1994
- Der Nachtgast, Frankfurt am Main 1998
- Von Brügge nach Gent, Frankfurt am Main 2003